# Gustave-Auguste Ferrié
Gustave-Auguste Ferrié (Saint-Michel-de-Maurienne, 19 de novembro de 1868 — Paris, 16 de fevereiro de 1932) foi um engenheiro e militar francês.